# Kingston (Minnesota)
Kingston es una ciudad ubicada en el condado de Meeker en el estado estadounidense de Minnesota. En el Censo de 2010 tenía una población de 161 habitantes y una densidad poblacional de 110,41 personas por km².

## Geografía
Kingston se encuentra ubicada en las coordenadas 45°11′41″N 94°18′37″O / 45.19472, -94.31028. Según la Oficina del Censo de los Estados Unidos, Kingston tiene una superficie total de 1.46 km², de la cual 1.46 km² corresponden a tierra firme y (0.18%) 0 km² es agua.

## Demografía
Según el censo de 2010, había 161 personas residiendo en Kingston. La densidad de población era de 110,41 hab./km². De los 161 habitantes, Kingston estaba compuesto por el 96.89% blancos, el 0% eran afroamericanos, el 0.62% eran amerindios, el 0.62% eran asiáticos, el 0% eran isleños del Pacífico, el 0% eran de otras razas y el 1.86% pertenecían a dos o más razas. Del total de la población el 1.86% eran hispanos o latinos de cualquier raza.